# フォルツァ・ダグロ
フォルツァ・ダグロ（イタリア語: Forza d'Agrò）は、イタリア共和国シチリア州メッシーナ県にある、人口約900人の基礎自治体（コムーネ）。

## 地理

### 位置・広がり
メッシーナ県南東部のコムーネ。県都メッシーナから南南西へ37kmの距離にある。

#### 隣接コムーネ
隣接するコムーネは以下の通り。
- カザルヴェッキオ・シークロ
- ガッロドーロ
- レトイアンニ
- リーミナ
- モンジュッフィ・メリーア
- サンタレッシオ・シークロ
- サーヴォカ